# Max Taut
Max Taut (Königsberg, 15 maggio 1884 – Zurigo, 26 febbraio 1967) è stato un architetto tedesco.

## Biografia
Fratello minore di Bruno Taut, anch'esso famoso architetto, fu uno dei protagonisti dell'architettura moderna in Germania fin dalla nascita nel clima espressionista della Gläserne Kette, del Zehnerring e del Novembergruppe, gruppi d'avanguardia di cui fu membro negli anni prima della guerra. Tra gli esponenti principali dell'architettura espressionista, Max Taut è sicuramente l'architetto più fondamentale per individuare un legame tra questa avanguardia e i movimenti futuri, in particolare con la Nuova Oggettività.
Negli anni '20 la maggior parte sue opere furono realizzate per organizzazioni sindacali: l'edificio del sindacato dei tipografi a Berlino (1924-1926); i magazzini della cooperativa dei consumatori a Oranienplatz a Berlino (1929-1932).
Dopo la seconda guerra mondiale si dedicò all'insegnamento
I suoi lavori del dopoguerra comprendono la Reutersiedlung a Bonn (1948-1952) e il liceo Ludwig George a Darmstadt (1951-1952).

## Galleria d'immagini

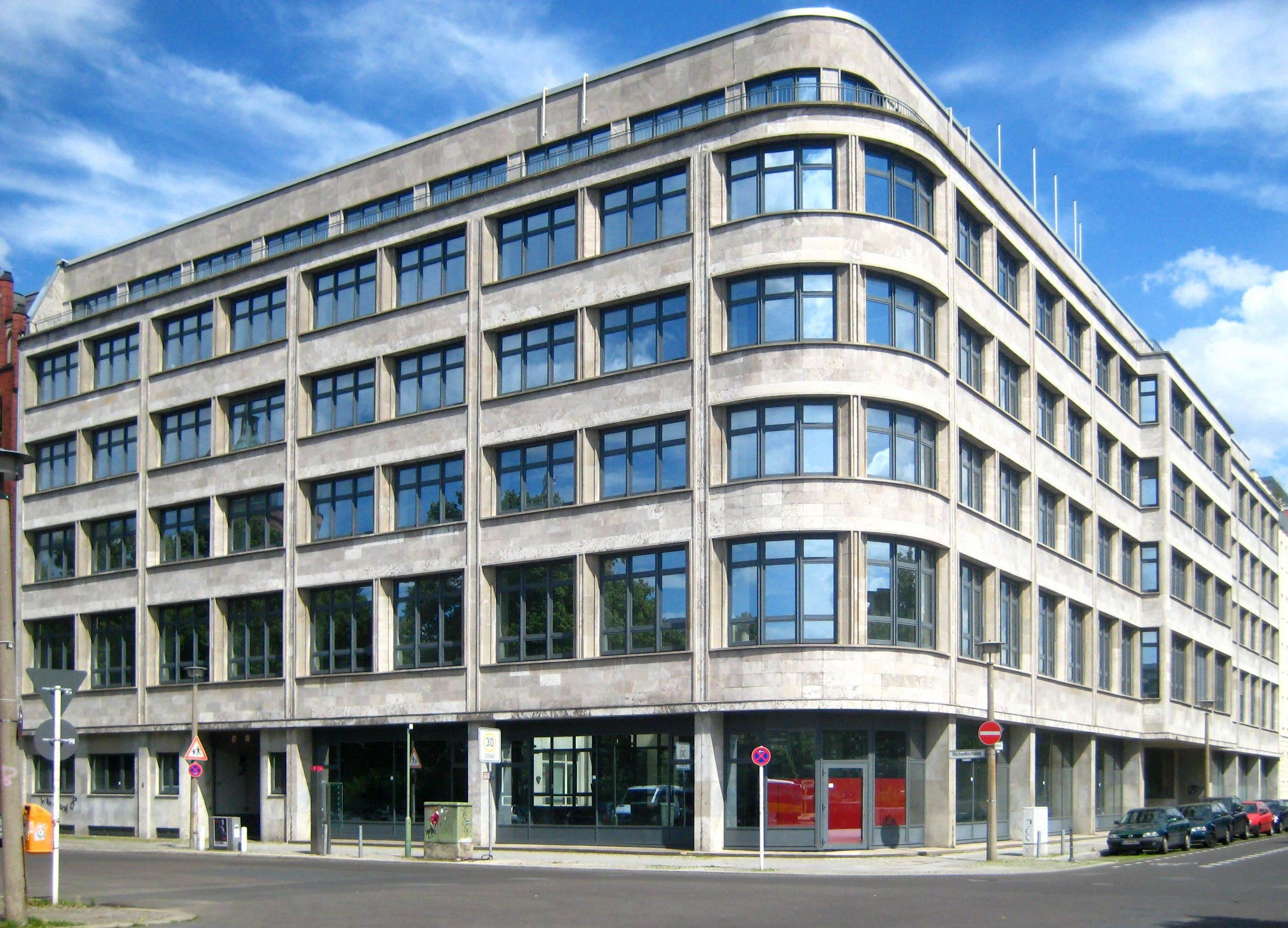
Verbandshaus des Deutschen Verkehrsbundes (unione dei lavoratori tedeschi nei trasporti)
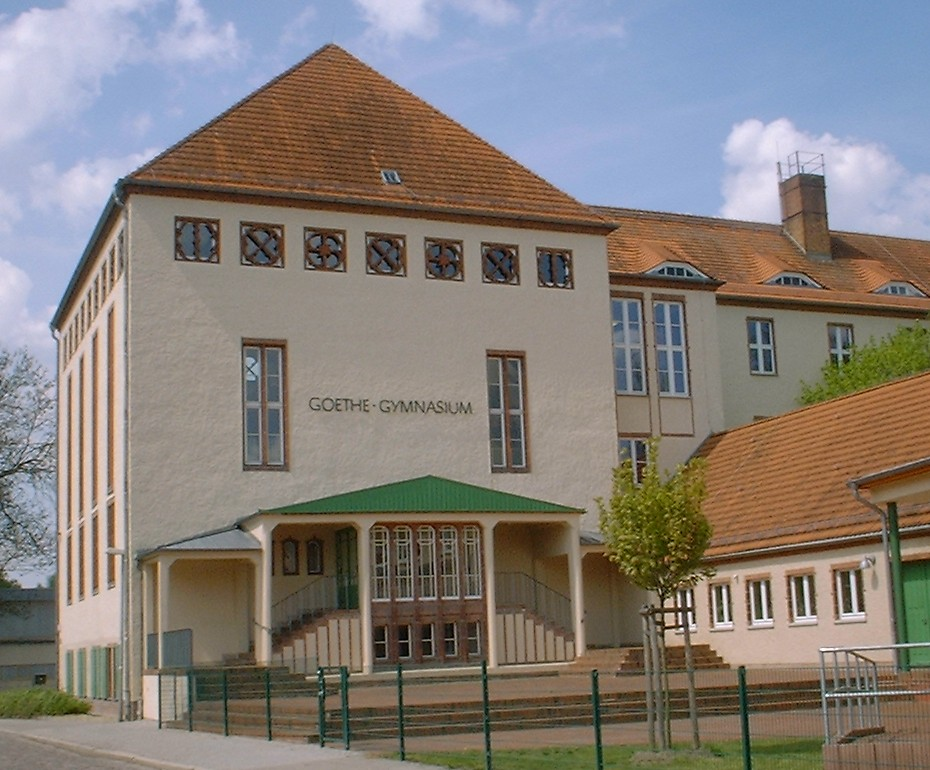
Scuola Goethe
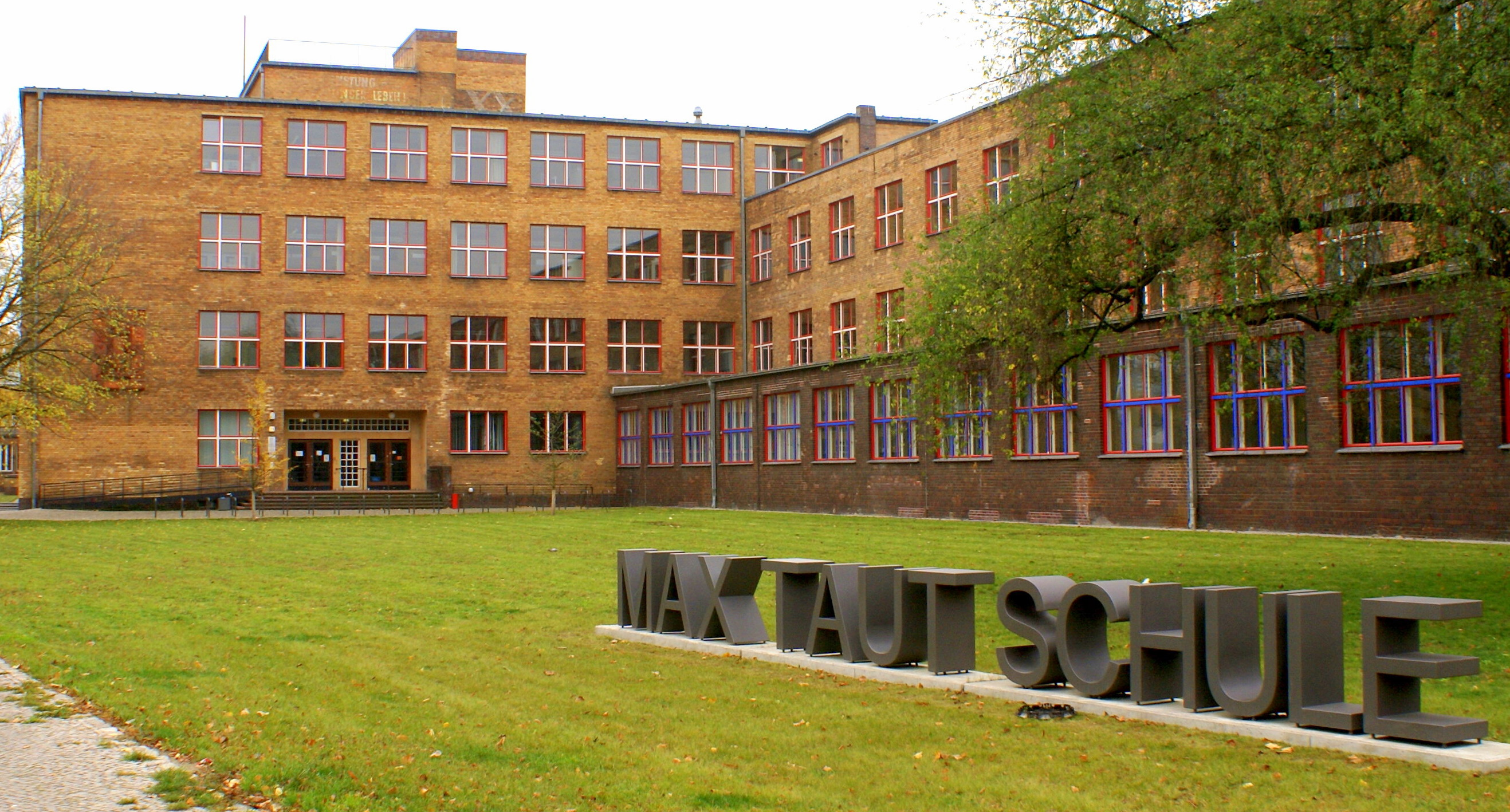
Max-Taut-Schule
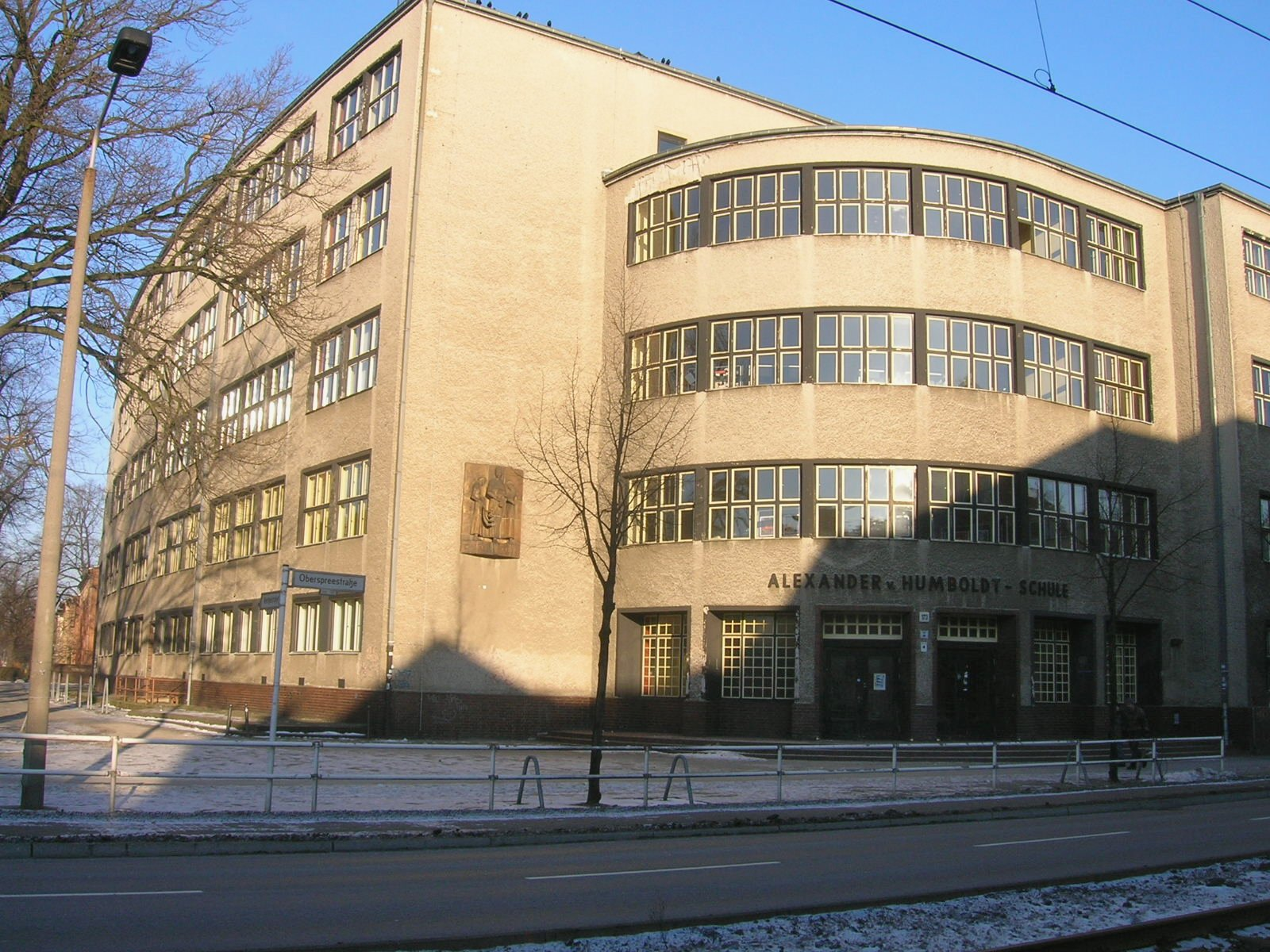
Scuola Alexander-von-Humboldt